# Andreas Gunesch
Andreas Gunesch (* 1648 in Hermannstadt; † 27. Dezember 1703 ebenda) war ein siebenbürgischer evangelischer Geistlicher und Historiker.

## Leben
Andreas Gunesch besuchte das Gymnasium seiner Heimatstadt und begab sich im Anschluss auf eine Reise durch Deutschland, um sich für Schul- und Kirchenamt vorzubereiten. Am 1. Juli 1670 immatrikulierte er sich dazu an der Universität Wittenberg und kehrte 1674 in seine Heimatstadt zurück. 1680 wurde er Pfarrer in Petersdorf bei Mühlbach im Unterwald, 1685 Pfarrer in Kelling und 1702 Pfarrer in Mühlbach, was er bis zu seinem Lebensende blieb. 
Gunesch verfasste 1697 seine Schrift Fides Saxonum in Transylvania, in der er sich für die Sachsen einsetzte, was der Vertrauensbildung und Anerkennung derselben dienen sollte. Gunesch betätigte sich auch Historiker, der die Siebenbürgische Geschichte von Johann Bethlen bearbeitete, welche im Chronicon Fuchsio-Lupino-Oltardinum des Josef Trautsch herausgegeben wurde.